# Caviahue-Copahue
Caviahue-Copahue és una localitat del Departament Ñorquín en la Província del Neuquén, Argentina. Lloc reconegut per la qualitat de les seues aigües termals.

## Toponímia
Els noms caviahue i copahue signifiquen en llengua maputxe: lloc sagrat de festa o de reunió i "lloc de sofre" respectivament.

## Geografia
És a 170 km de la ciutat de Zapala i a 1.600 msnm emplaçada en una vall estreta, al peu del volcà Copahue i Copahue a 18 km per camí de reble on es troba el centre de balneoteràpia de l'estat provincial a un nivell de 2.400 *msnm.

## Flora
Els boscos d'araucàries creixen en una altura d'entre 900 m fins a 1.700 m. La majoria de les vegades, les araucàries estan barrejades amb coigües, ñirres i lengas.